# Арасояба-да-Серра
Арасояба-да-Серра (порт. Araçoiaba da Serra)  —  муниципалитет в Бразилии, входит в штат Сан-Паулу. Составная часть мезорегиона Макрорегион агломерации Сан-Паулу. Входит в экономико-статистический  микрорегион Сорокаба. Население составляет 23 713 человека на 2006 год. Занимает площадь 255,550 км². Плотность населения — 92,8 чел./км².
Праздник города —  7 апреля.

## История
Город основан 7 апреля 1857 года.

## Статистика
- Валовой внутренний продукт на 2003 составляет 119.193.734,00 реалов (данные: Бразильский институт географии и статистики).
- Валовой внутренний продукт на душу населения на 2003 составляет 5.436,18 реалов (данные: Бразильский институт географии и статистики).
- Индекс развития человеческого потенциала на 2000 составляет 0,785 (данные: Программа развития ООН).

## География
Климат местности: умеренный субтропический. В соответствии с классификацией Кёппена, климат относится к категории Cfa.